# Allée de l'Île-des-Pins
L'allée de l'Île-des-Pins est une voie piétonne du square Louise-Michel située à Montmartre, dans le 18e arrondissement de Paris, en France.

## Situation et accès
Située dans le quartier des Grandes-Carrières, l'allée de l'Île-des-Pins est une voie piétonne du square Louise-Michel située en contrebas du Sacré-Cœur, en plein cœur de Montmartre. 
Elle débute à l’entrée du square située côté rue Muller, et longe la rue Ronsard jusqu’à la place Saint-Pierre.

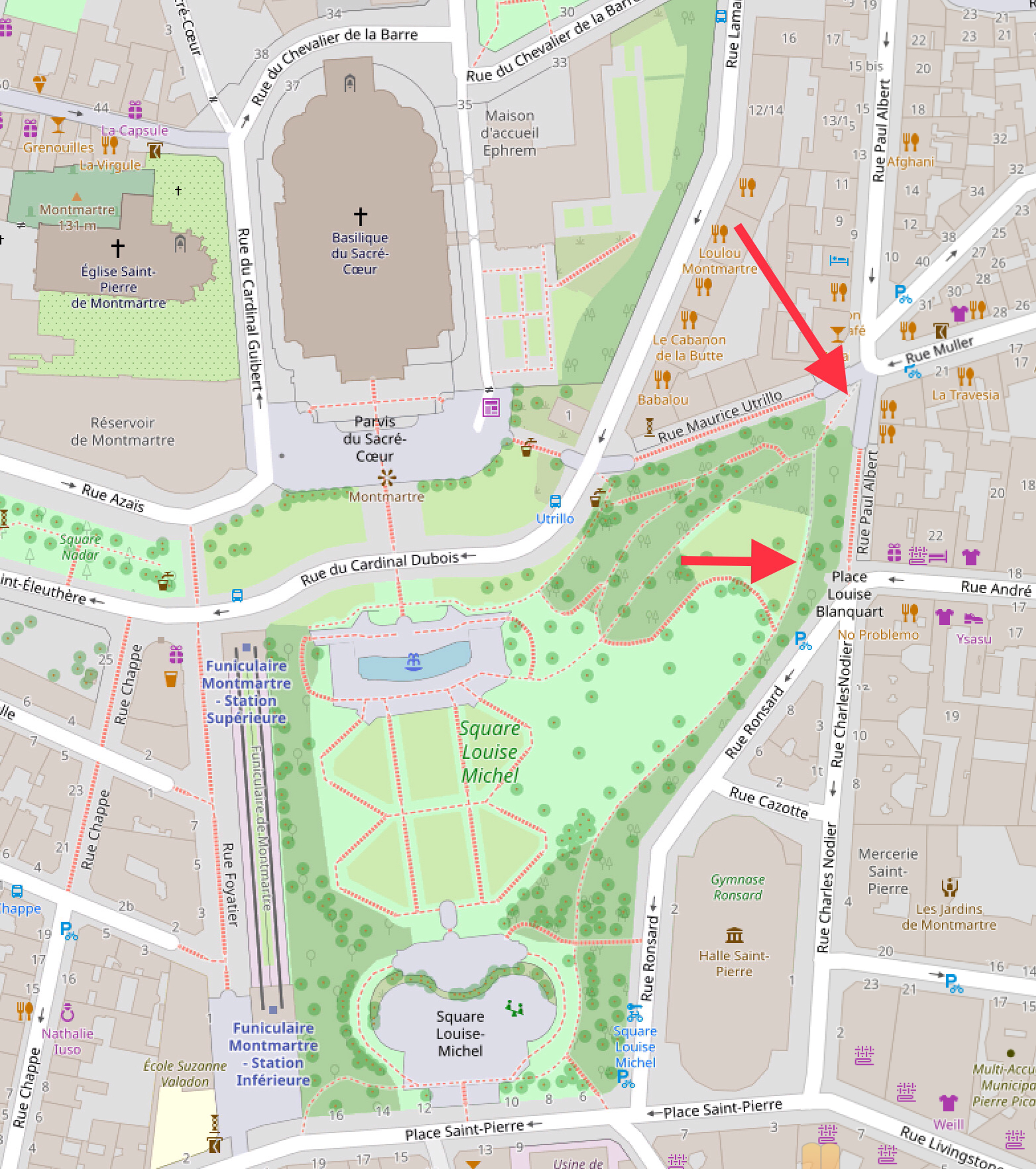
(cliquer sur le plan pour l'agrandir)

## Historique et origine du nom
En mars 2021, l’allée est inaugurée par Anne Hidalgo, la maire de Paris, dans le cadre du 150e anniversaire de la Commune de Paris. Elle tient son nom de l'île des Pins, située en Nouvelle-Calédonie, où Louise Michel et 4 250 communards ont été déportés au bagne. 
Un araucaria du souvenir est également planté « en mémoire de toutes les souffrances générées par le bagne, ainsi que de l’action humaniste et anticolonialiste que mena Louise Michel, pendant et à l’issue de sa captivité à Nouméa, pour la défense du peuple kanak et de sa culture », indique un communiqué de la Mairie de Paris.

Bagne de l'Île-des-Pins
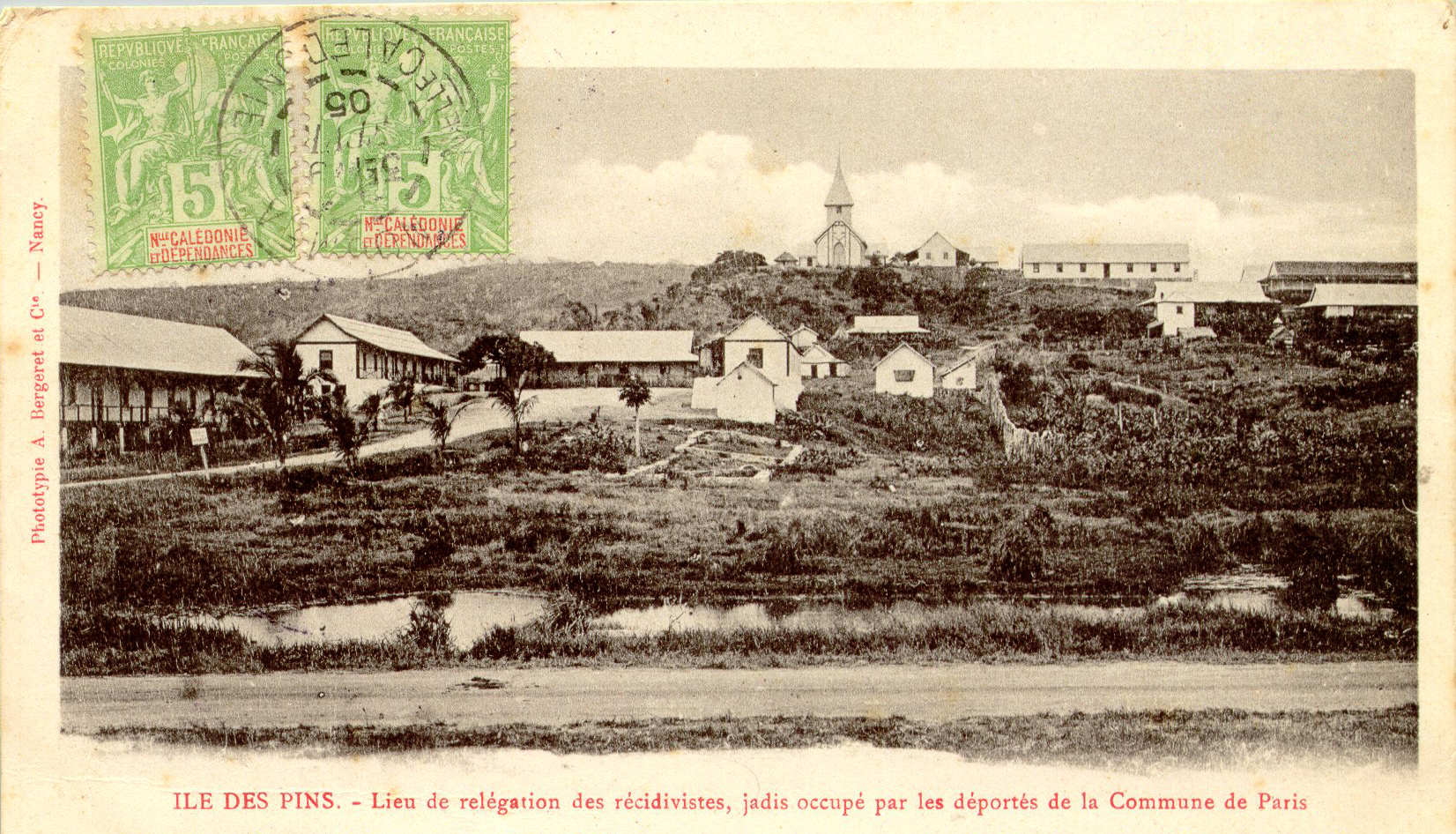
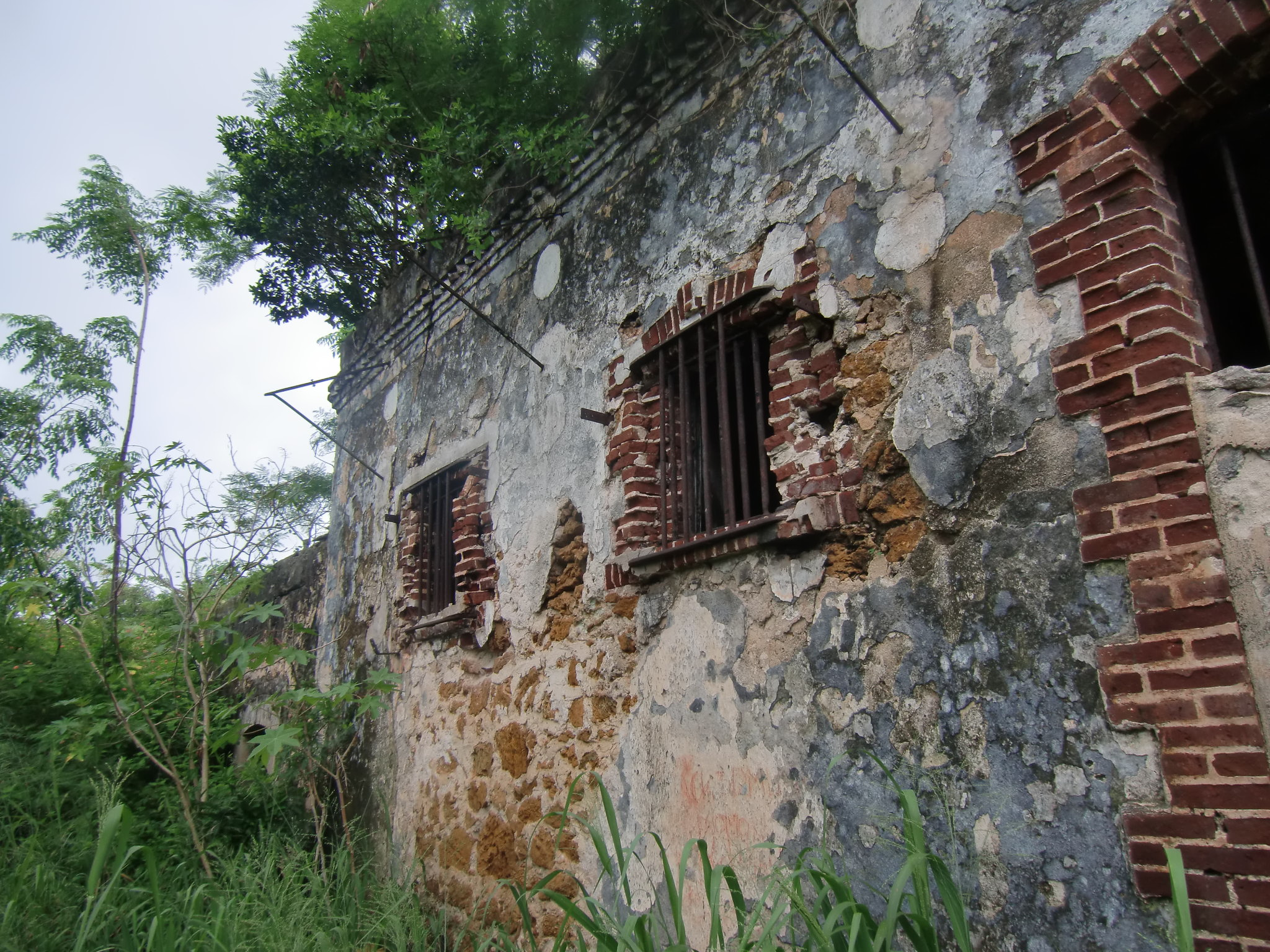
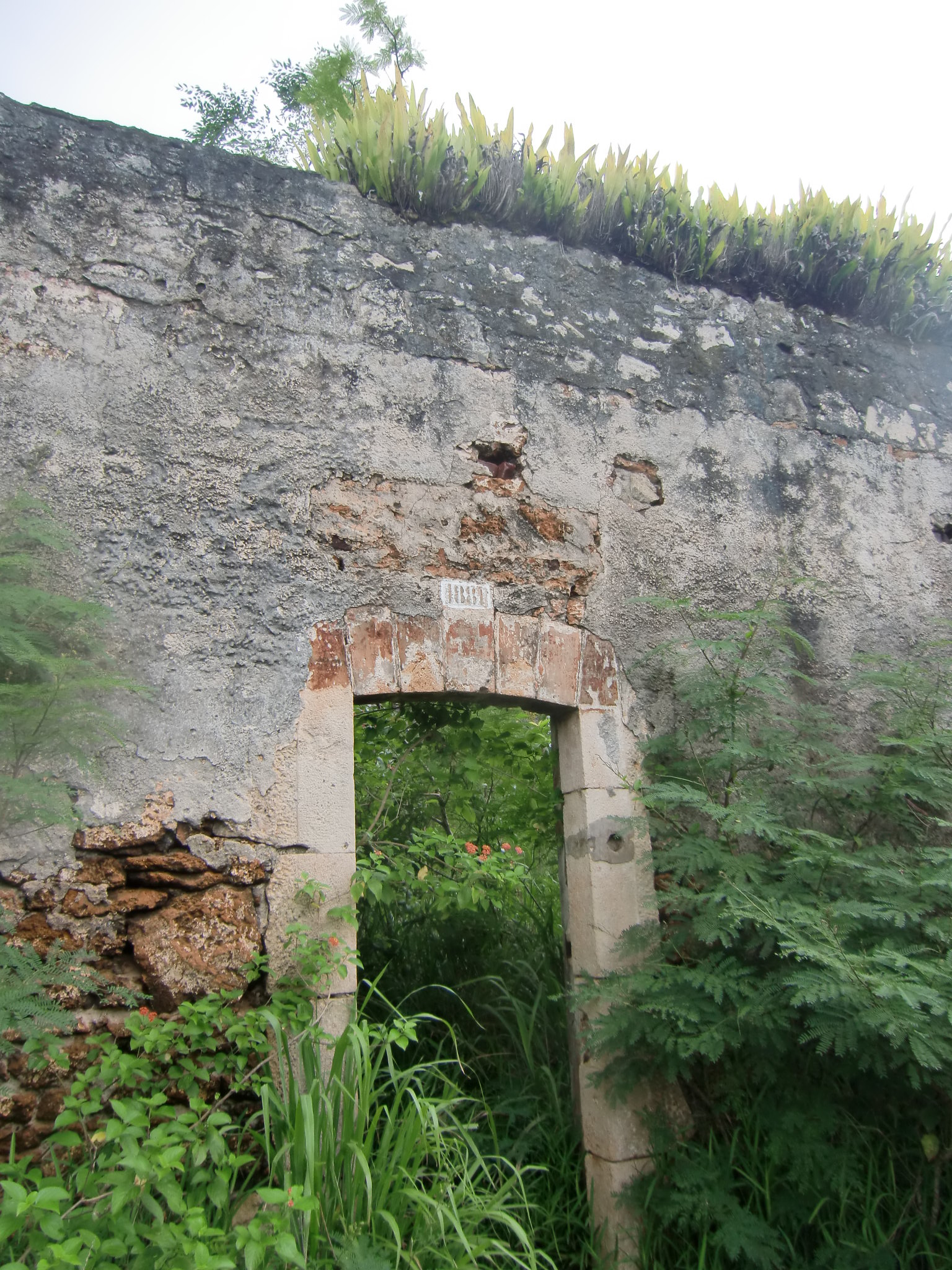
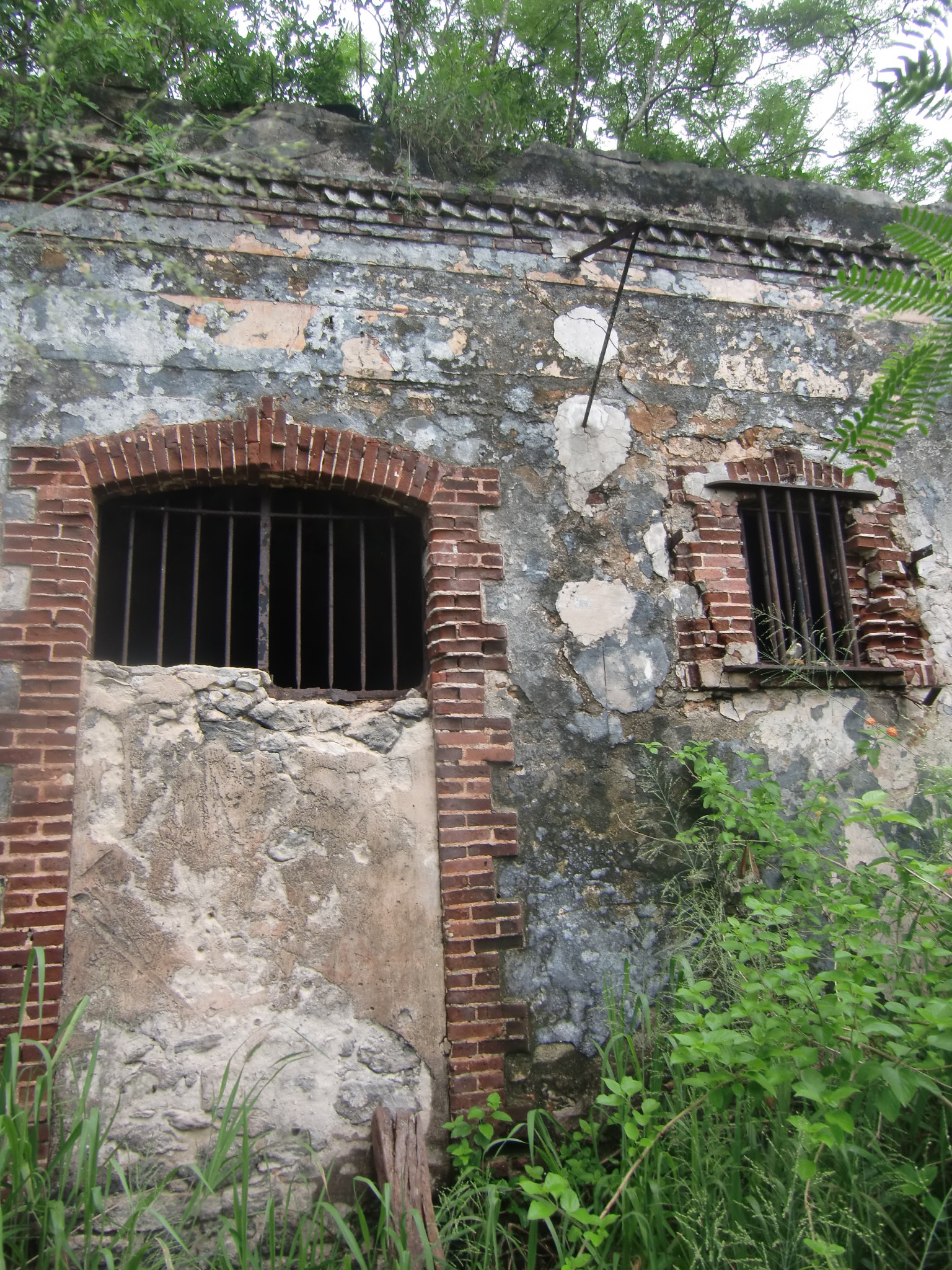